# Pepinster
Pepinster là một đô thị ở tỉnh Liege, vùng Wallonie, Bỉ. Tại thời điểm ngày 1 tháng 1 năm 2006 Pepinster có tổng dân số 9.560 người. Tổng diện tích là 24,79 km² với mật độ dân số 386 người trên mỗi km². Pepinster is situated tại nơi hợp lưu các sông Hoëgne và Vesdre.

## Hình ảnh

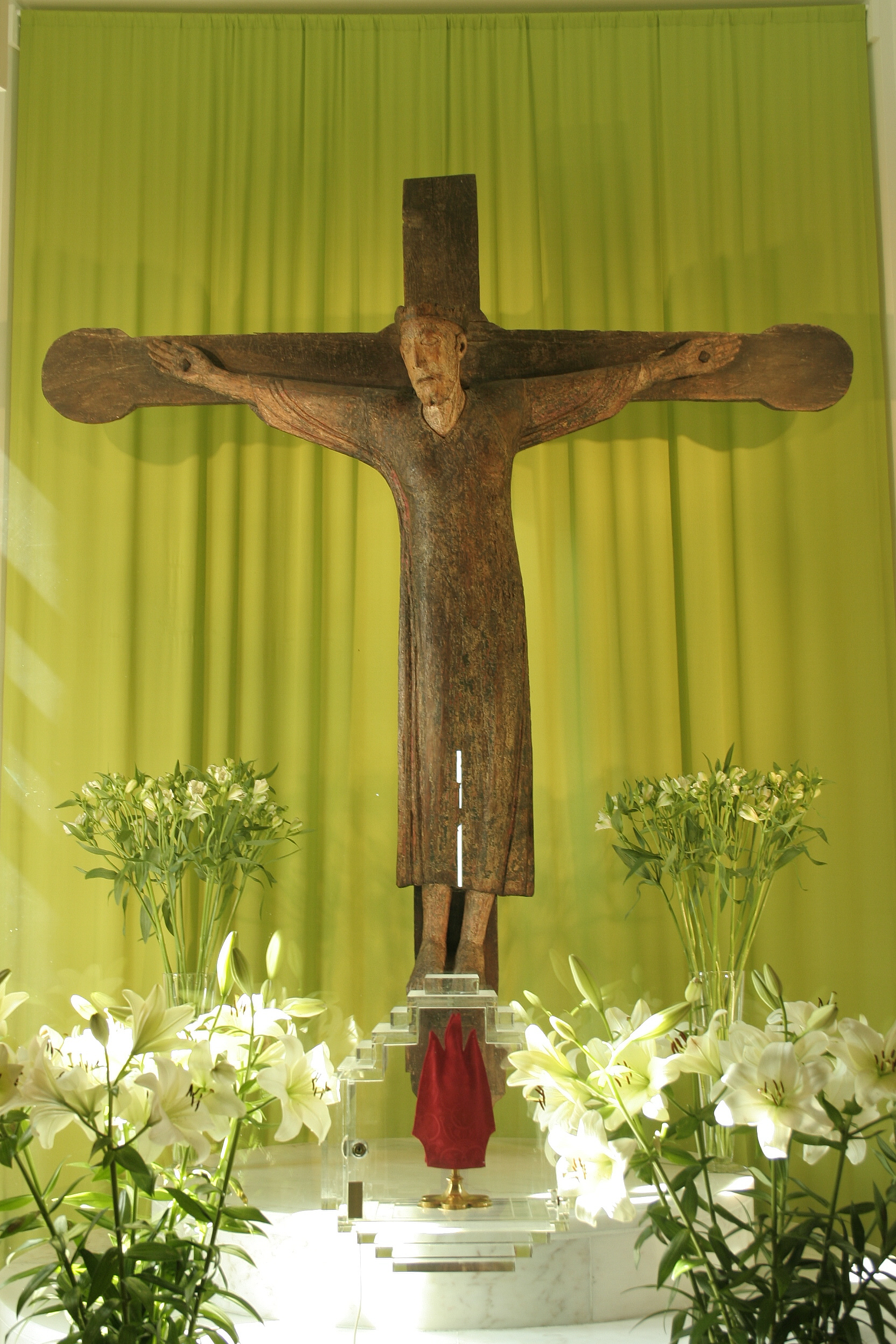
The romanesque Christ (thế kỷ 19).
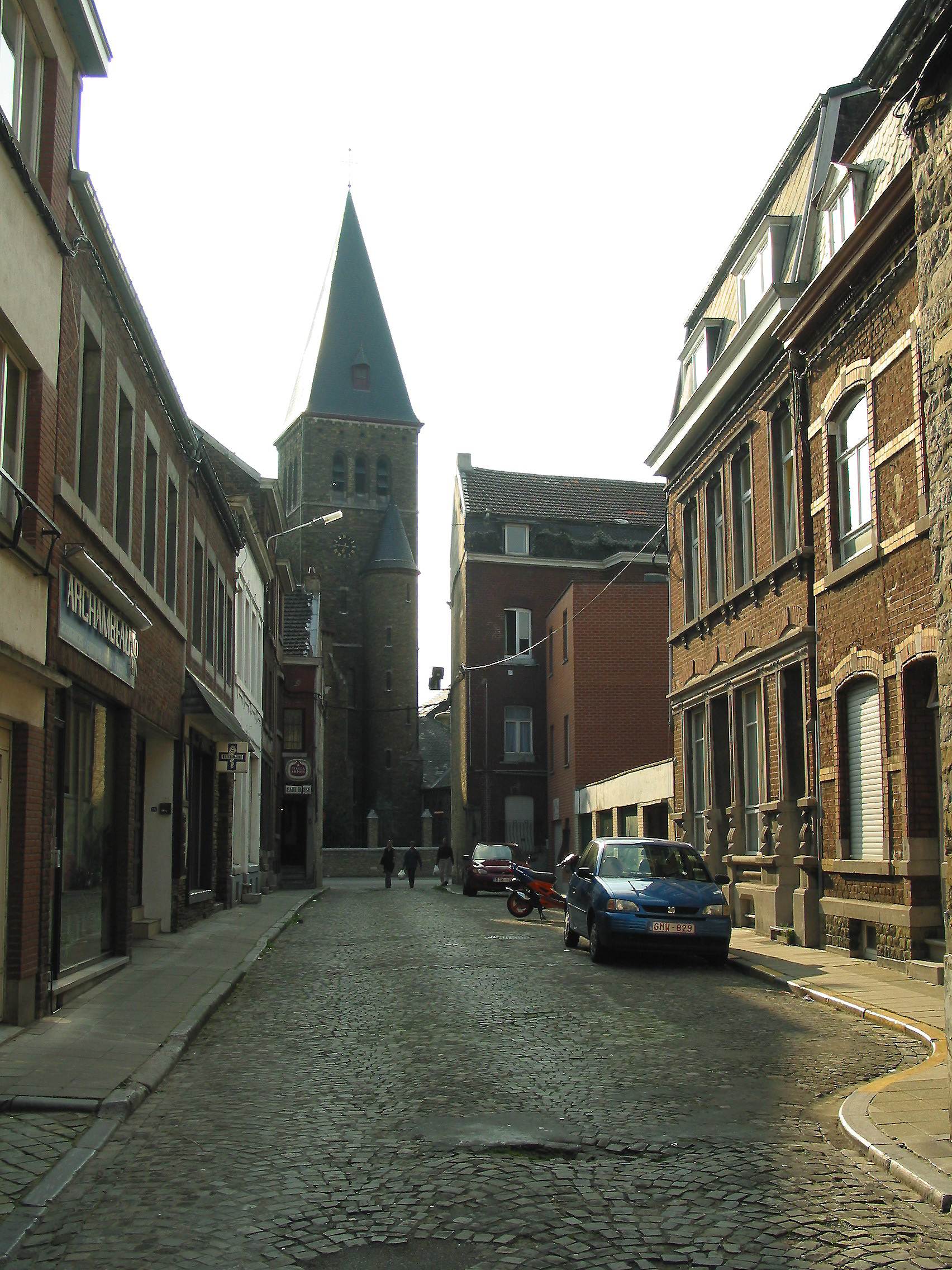
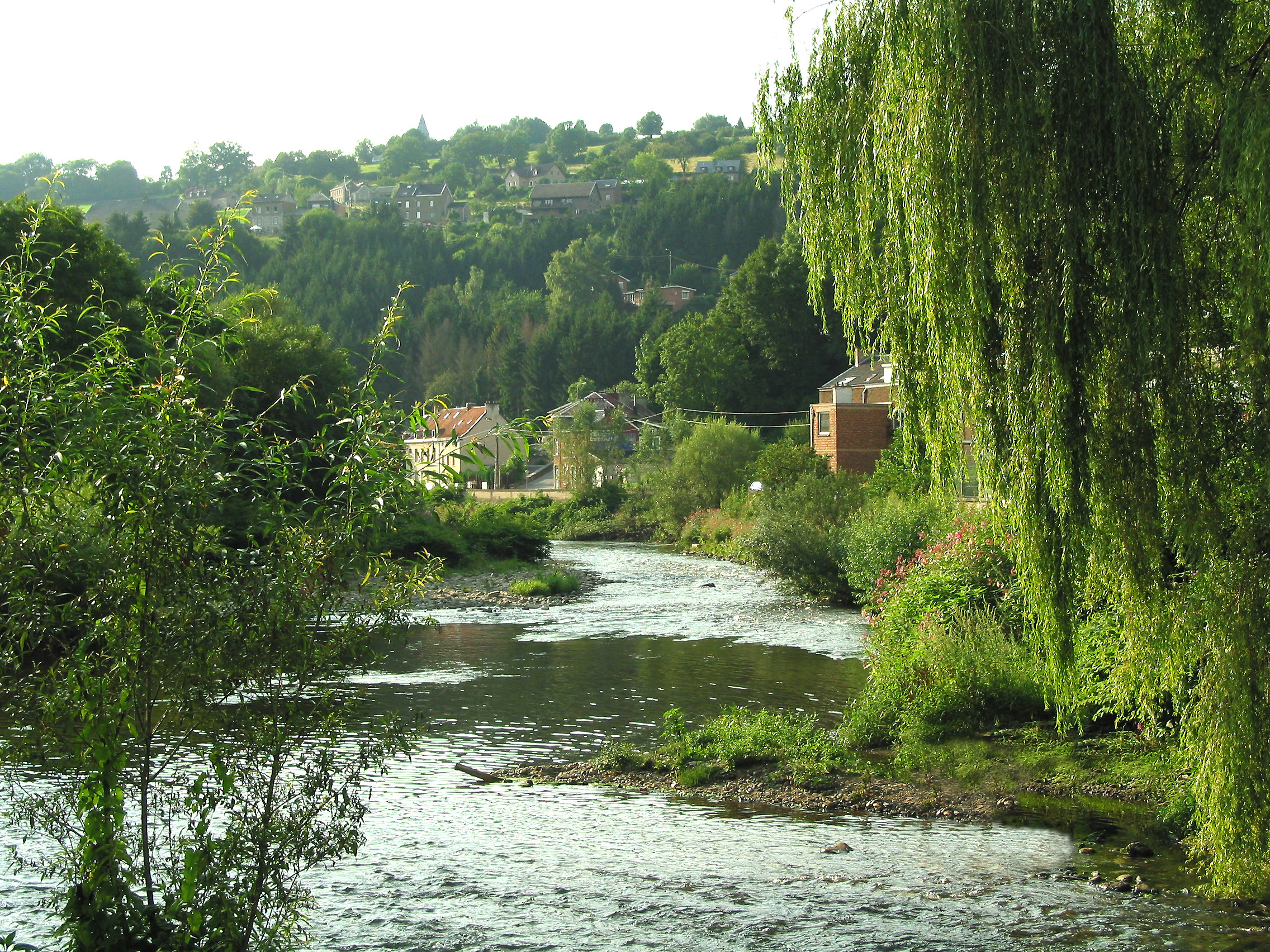
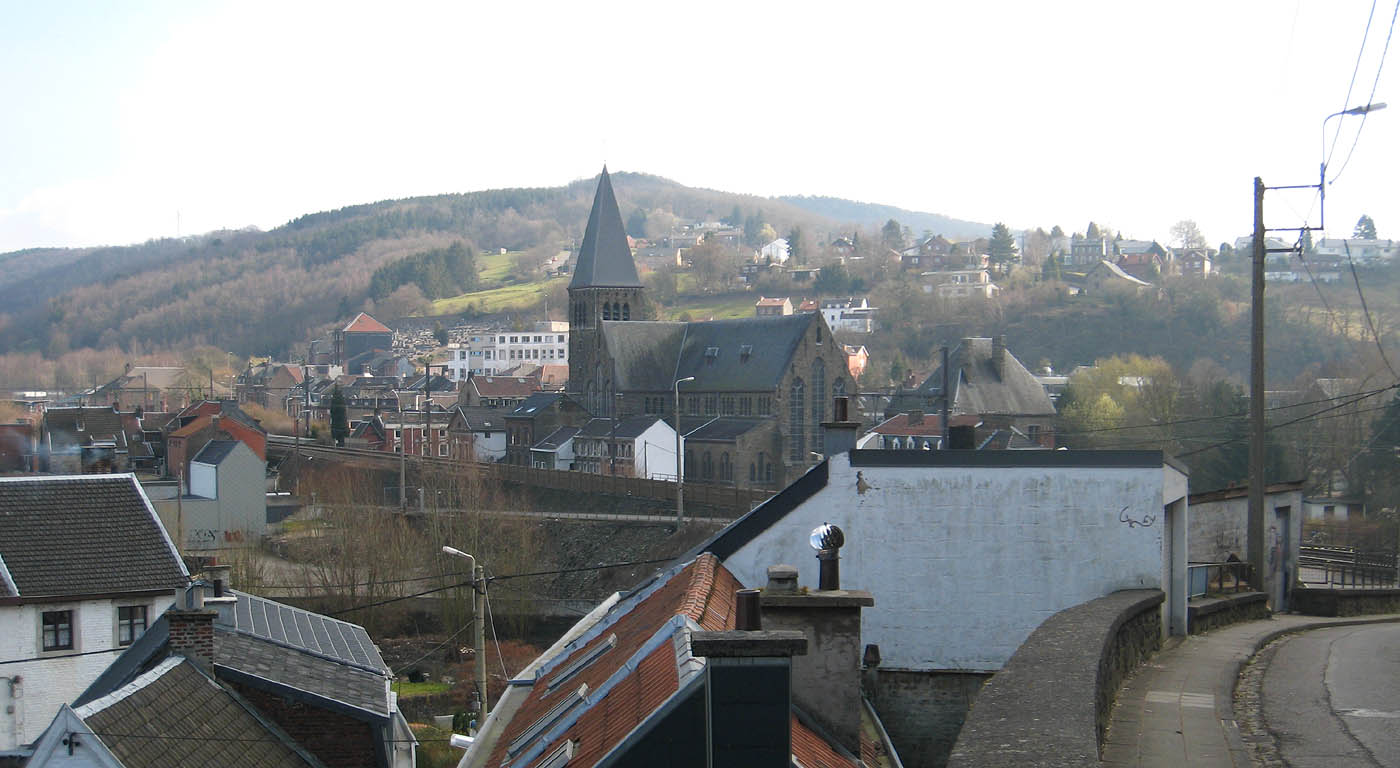